# Jeanne Hersch

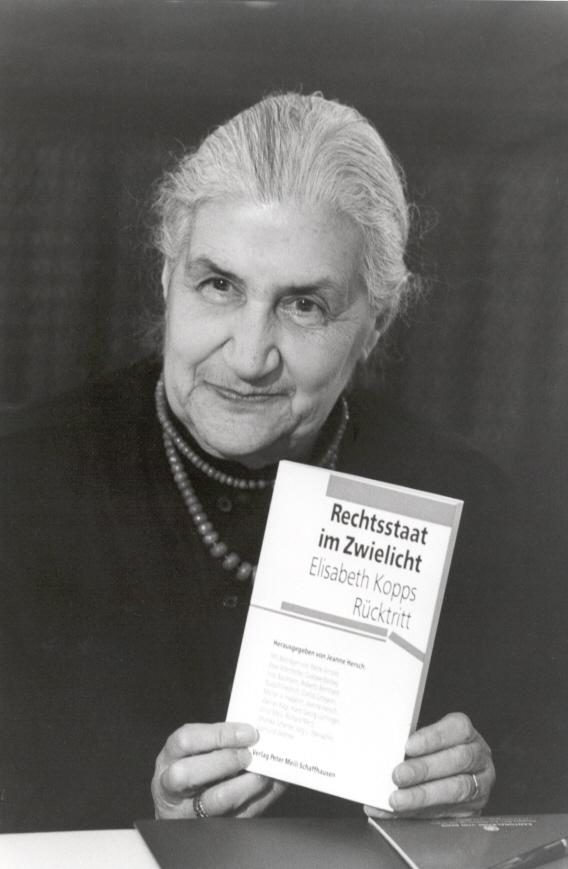
Jeanne Hersch (1991)

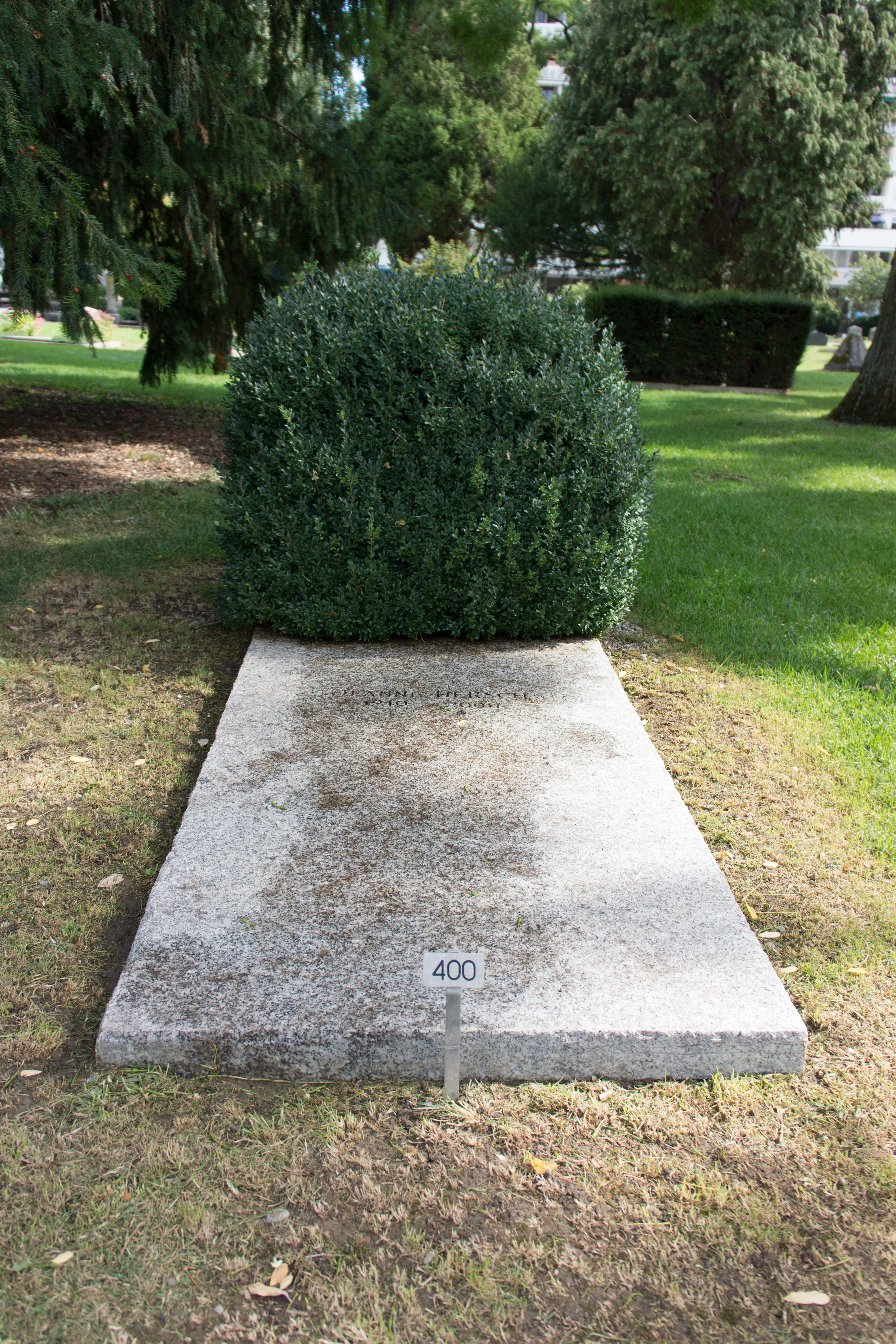
La tomba dov'è seppellita

Jeanne Hersch (Ginevra, 13 luglio 1910 – Ginevra, 5 giugno 2000) è stata una filosofa svizzera, ricordata per i suoi lavori incentrati sul concetto di libertà.

## Biografia
D'origine polacca (da parte materna) e lituana (da parte paterna), la sua famiglia ebraica si trasferì a Ginevra prima della sua nascita. Il padre, Liebmann, fu professore di demografia e statistica all'Università di Ginevra, la madre, Liba Lichtenbaum, era medico. Jeanne Hersch, dopo aver studiato a Ginevra, andò a specializzarsi a Heidelberg e a Friburgo, dove ascoltò le lezioni di Heidegger, per poi continuare gli studi a Parigi.
La sua tesi di laurea (1931), su Les images dans l'oeuvre de Bergson (Le immagini nell'opera di Bergson), la mise in contatto con il filosofo francese, che ne rimase molto colpito; ma il suo vero maestro fu Karl Jaspers, di cui fu assistente e traduttrice in francese. Nel 1936, aveva già scritto la sua prima opera d'una certa estensione e importanza, L'illusione filosofica, che uscì in tedesco venti anni dopo, con una lusinghiera introduzione di Jaspers. Un'altra opera fondamentale del periodo è L'être et la forme (Essere e forma), del 1946.
Dopo aver insegnato qualche tempo negli Stati Uniti (quando le leggi razziali le impedivano di insegnare nell'Europa nazi-fascista), tornò a Ginevra, dove insegnò dal 1947 al 1977, trenta lunghi anni di formazione per centinaia di studenti che hanno studiato nella città dotta di Rousseau e Calvino. Bisogna ricordare anche e almeno Idéologies et réalités (Ideologie e realtà), del 1956. Nel 1966 viene chiamata dall'UNESCO a dirigere la divisione di filosofia e a raccogliere le voci di pensatori e scrittori in Le droit d'être un homme (Il diritto d'essere un uomo, 1968), altro testo fondamentale, sia pure come curatela.
Nel 1970 fu la rappresentante della Svizzera nel Consiglio esecutivo dell'Unesco. È stata anche scrittrice di racconti (raccolti in La nascita di Eva) e di un romanzo (Primo amore). 
È sepolta al Cimetière des Rois a Plainpalais, a Ginevra.

## Il pensiero
Nell'ambito contemporaneo della filosofia, Jeanne Hersch fu una delle pensatrici principali della filosofia svizzera novecentesca, il cui pensiero si è sviluppato inizialmente sulla base della speculazione di Henri Bergson, da cui ha tratto principalmente la nozione di libertà, e successivamente allacciandosi (proprio sulla base della suddetta nozione peculiare) alla filosofia del pensatore tedesco Karl Jaspers, di cui fu allieva, e di cui estese il pensiero, conducendolo alla cosiddetta filosofia dell'incarnazione (nucleo teoretico che è centrale anche in altri pensatori del Novecento, tra i quali Gabriel Marcel, di cui la Hersch fu peraltro conoscente, se non amica); classificando storicamente la sua figura, Jeanne Hersch rientra nel pensiero esistenzialista del Novecento. Tutta la sua filosofia è incentrata sulla nozione di libertà, di cui dà un risvolto sia morale che teoretico, sostenendo che l'essenza trascendente della libertà lega indissolubilmente la natura etica dell'uomo alla sua dinamica esistenziale.

## Premi e riconoscimenti
Durante la sua vita ha ricevuto numerosi riconoscimenti: 
- 1936 - Prix Amiel dall'Università di Ginevra
- 1946 - Prix Adolphe Neumann dall'Università di Ginevra
- 1973 - Prix de la Fondation pour les droits de l'homme
- 1979 - Premio Montaigne
- 1980 - Premio per la libertà Max Schmidheiny
- 1985 - Premio Max Petitpierre
- 1987 - Medaglia Albert Einstein
- 1988 - Premio UNESCO per l'Educazione ai Diritti Umani
- 1992 - Premio Karl Jaspers[1]

## Opere principali
- 1931: Les images dans l'oeuvre de Bergson, traduzione di Annamaria Carenzi, in Henri Bergson, Lucrezio, a cura di Riccardo De Benedetti, Milano: Medusa, 2001 (con introduzione di Laura Boella).
- 1936: L'illusion philosophique, traduzione di Fernanda Pivano e Silvia Trulli, L'illusione della filosofia, Torino: Einaudi, 1942; poi Milano: Bruno Mondadori, 2004 (con introduzioni di Karl Jaspers e Nicola Abbagnano).
- 1940: Temps alternés, traduzione di Roberta Guccinelli, Primo amore. Esercizio di composizione, Milano: Baldini Castoldi Dalai, 2005 (con prefazione di Roberta De Monticelli).
- 1946: L'être et la forme, traduzione di Stefania Tarantino e Roberta Guccinelli, Essere e forma, Milano: Bruno Mondadori, 2006.
- 1956: Idéologies et réalité. Essai d'orientation politique.
- 1956: Sur les bords de l'Issa (traduzione da Czesław Miłosz).
- 1968: Le droit d'être un homme, traduzione di Emilio Marini, Il diritto di essere uomo. Raccolta di testi preparata sotto la direzione di Jeanne Hersch, Torino: Società editrice internazionale, 1971.
- 1978: Karl Jaspers.
- 1981: L'étonnement philosophique. Une histoire de la philosophie, traduzione di Alberto Bramanti, Storia della filosofia come stupore, Milano: Bruno Mondadori, 2002.
- 1981: L'ennemi c'est le nihilisme.
- 1985: Textes, traduzione di Federico Leoni, La nascita di Eva. Saggi e racconti, prefazione di Jean Starobinski, postfazione di Roberta De Monticelli, Novara: Interlinea, 2000.
- 1986: Éclairer l'obscur, intervista con Gabrielle e Alfred Dufour, traduzione di Laura Boella e Francesca De Vecchi, Rischiarare l'oscuro, Milano: Baldini Castoldi Dalai, 2006.
- 1986: traduzione di Philosophie di Karl Jaspers.
- 1986: Temps et musique, traduzione e introduzione di Roberta Guccinelli, con prefazione di Roberta De Monticelli, Milano: Baldini Castoldi Dalai, 2009.
- 1991: (con altri) La Suisse, état de droit.
- 2008: L'exigence absolue de la liberté. Textes sur les droits humains (1973-1995).
- 2008: Les droits de l'homme d'un point de vue philosophique, traduzione di Francesca De Vecchi, I diritti umani dal punto di vista filosofico, Milano: Bruno Mondadori, 2008 (con prefazione di Roberta De Monticelli).